# Jüdischer Friedhof (Meddersheim)
Der Jüdische Friedhof Meddersheim  ist ein Friedhof in der Ortsgemeinde Meddersheim im Landkreis Bad Kreuznach in Rheinland-Pfalz. 
Der jüdische Friedhof liegt südöstlich des Ortes am Abhang des Dornberges in der Nähe des sogenannten Mühlenwäldchens.
Auf dem 1358 m² großen Friedhof, der in der ersten Hälfte des 19. Jahrhunderts angelegt und bis nach 1933 belegt wurde, befinden sich etwa 40 Grabsteine vom 19. bis zum Anfang des 20. Jahrhunderts. Die Grabsteine stehen vermutlich großenteils nicht an der Stelle der dazugehörigen Gräber.
Erstmals 1955 wurde der Friedhof nach 1945 mit Hilfe von Landesmitteln hergerichtet und eingezäunt. Ortsbürgermeister und Gemeinderat hatten sich mit Hinweis auf die leeren Kassen des Ortes geweigert, einen finanziellen Beitrag zur Herrichtung des Friedhofes zu bezahlen. Der Friedhof wurde auch 1973 hergerichtet; umgeworfene oder umgefallene Grabsteine wurden aufgestellt.

## Fotogalerie

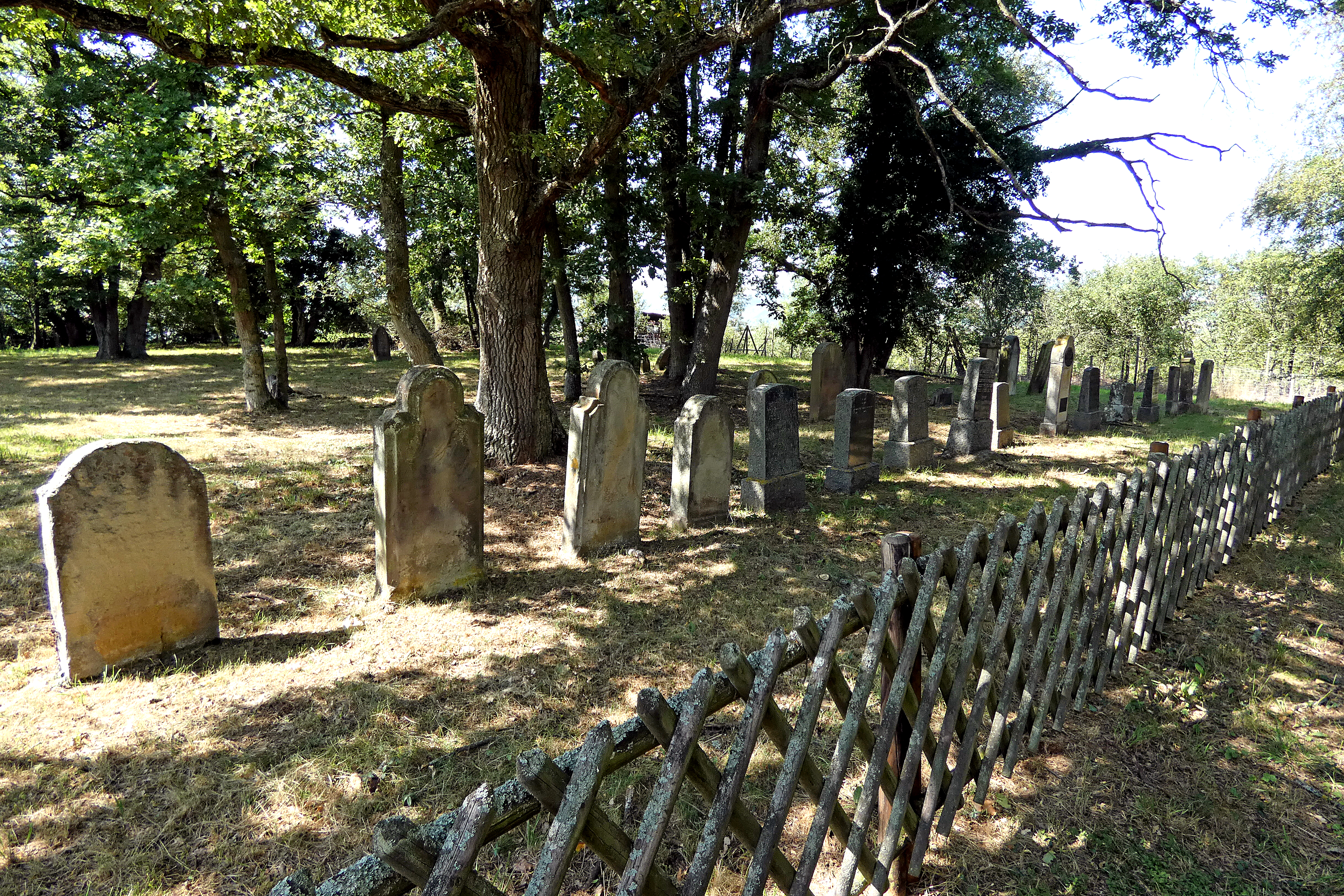
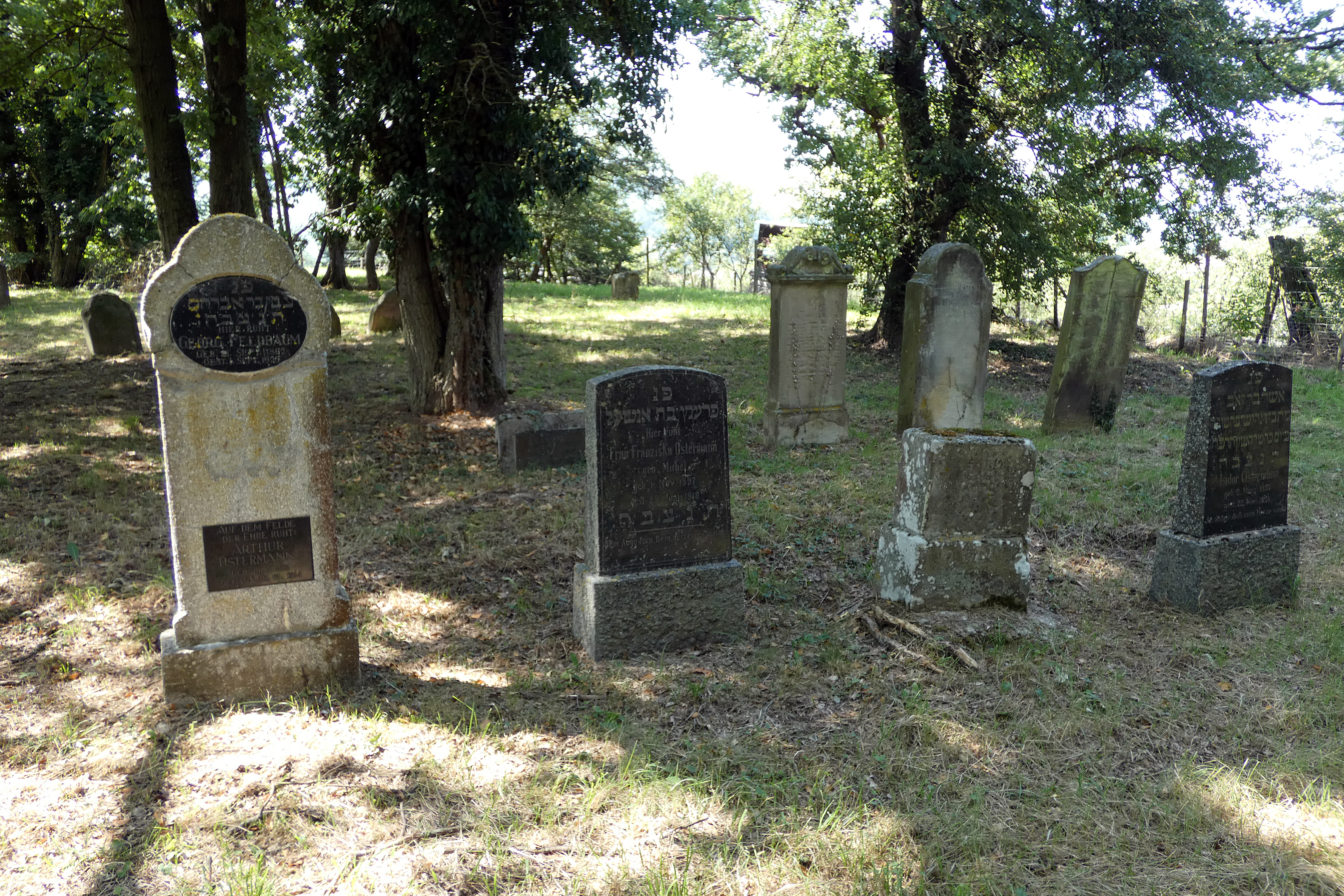
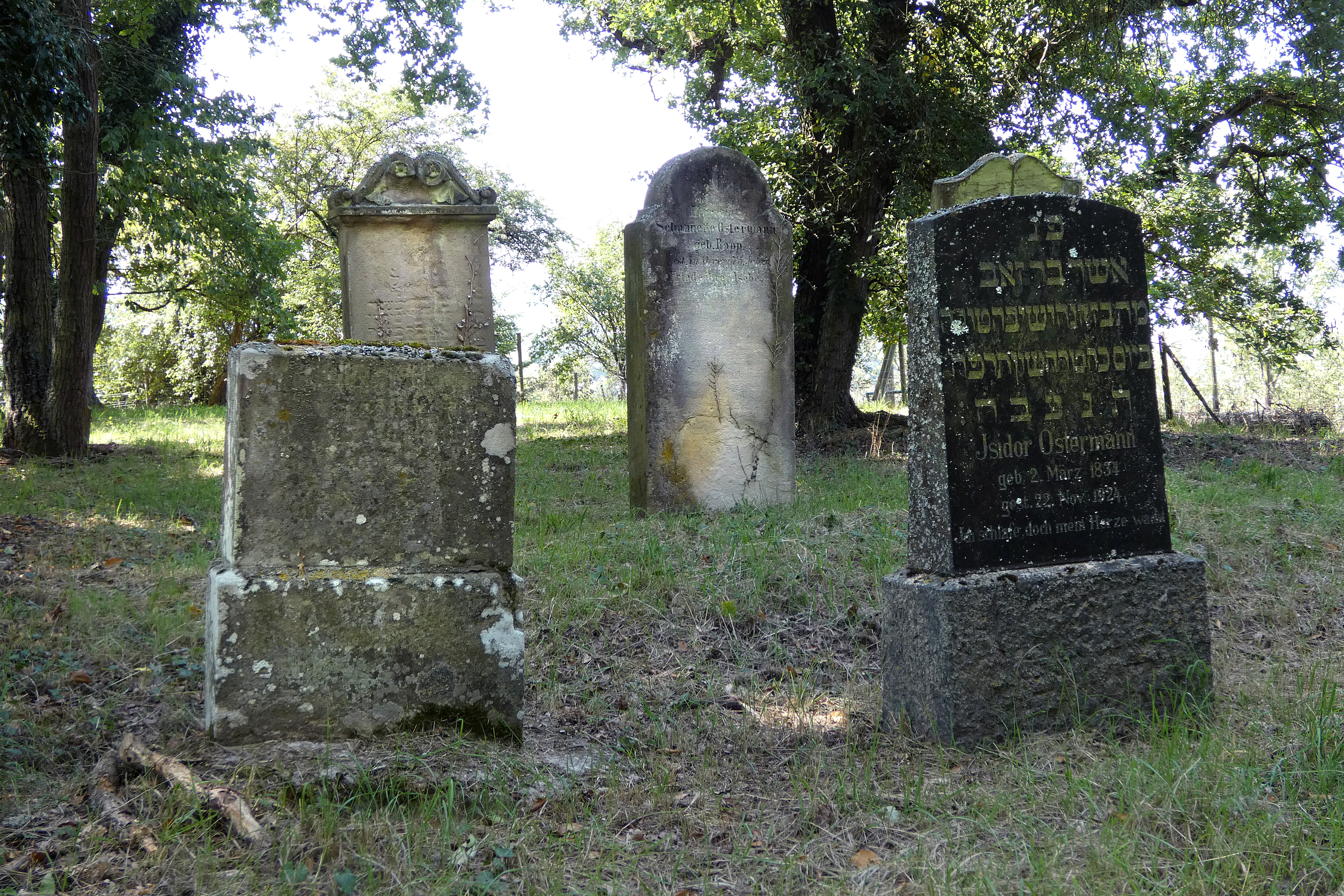
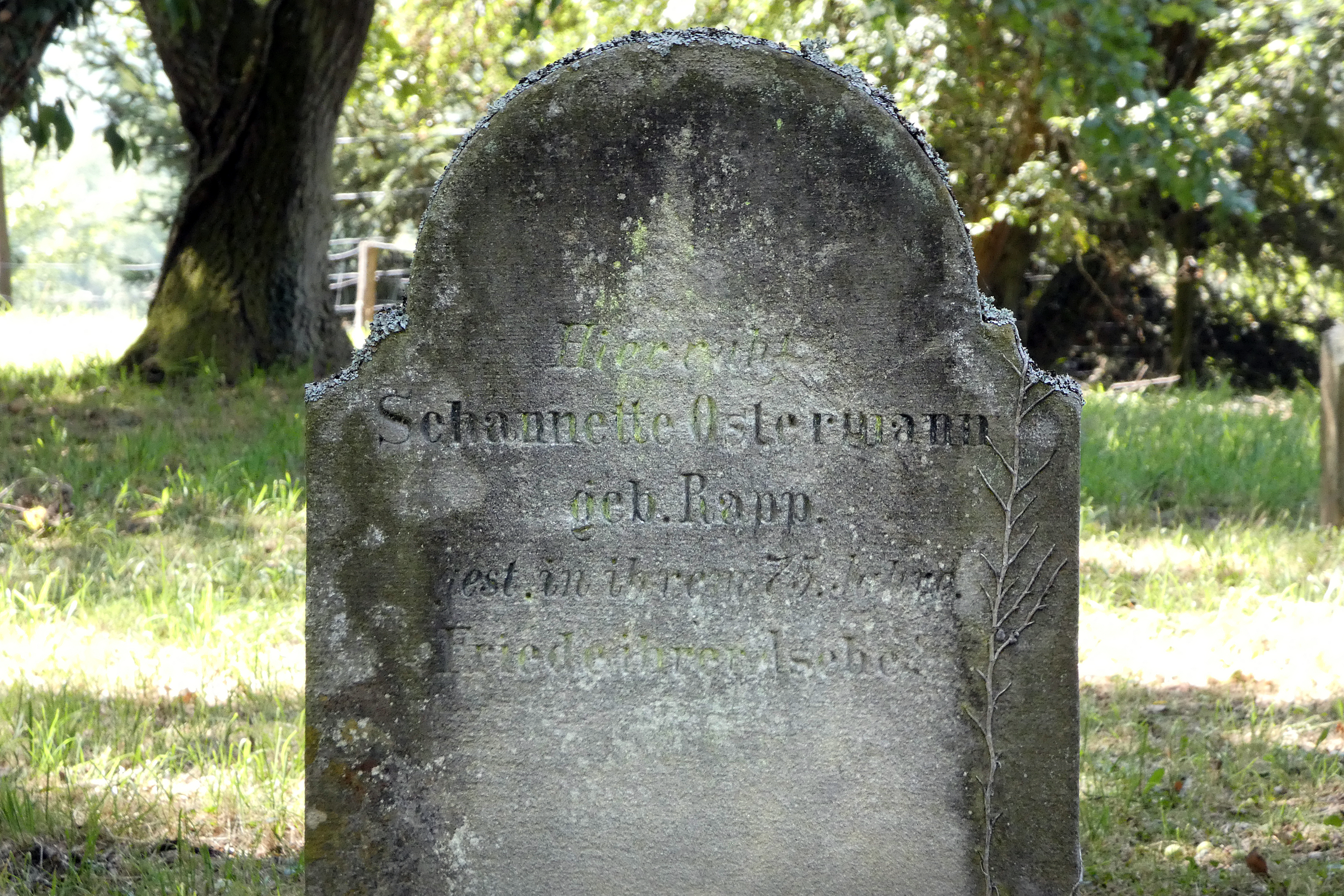
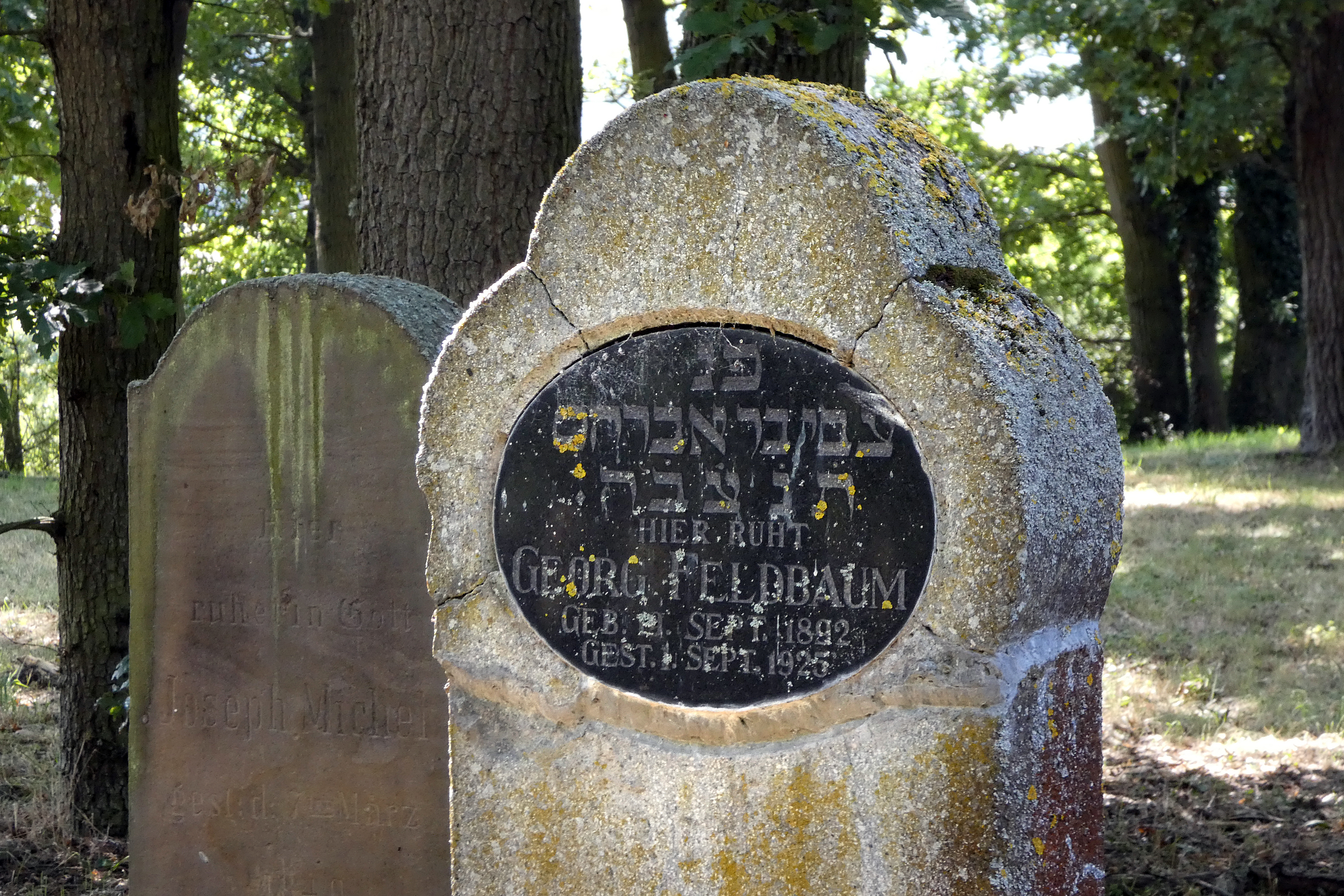
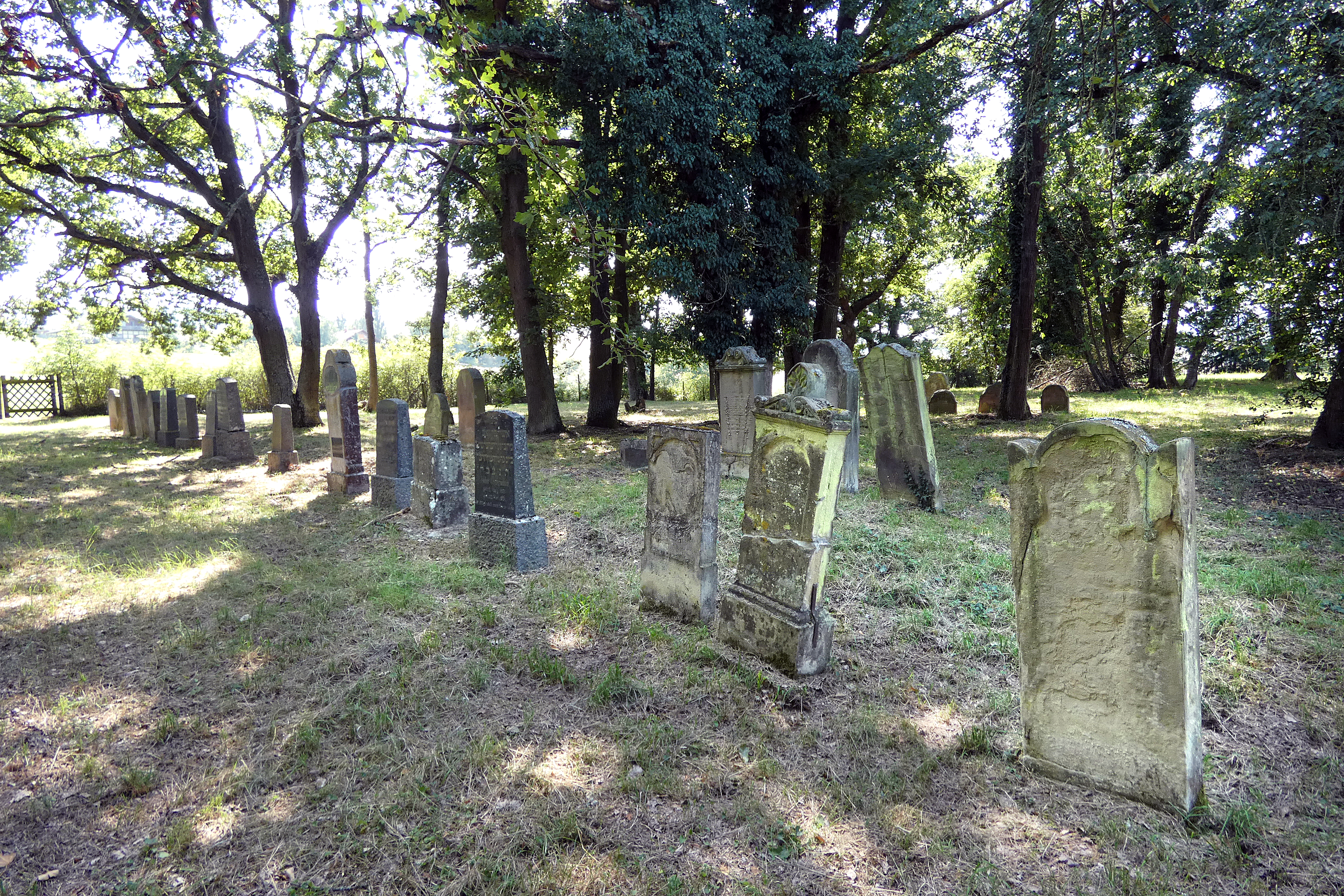
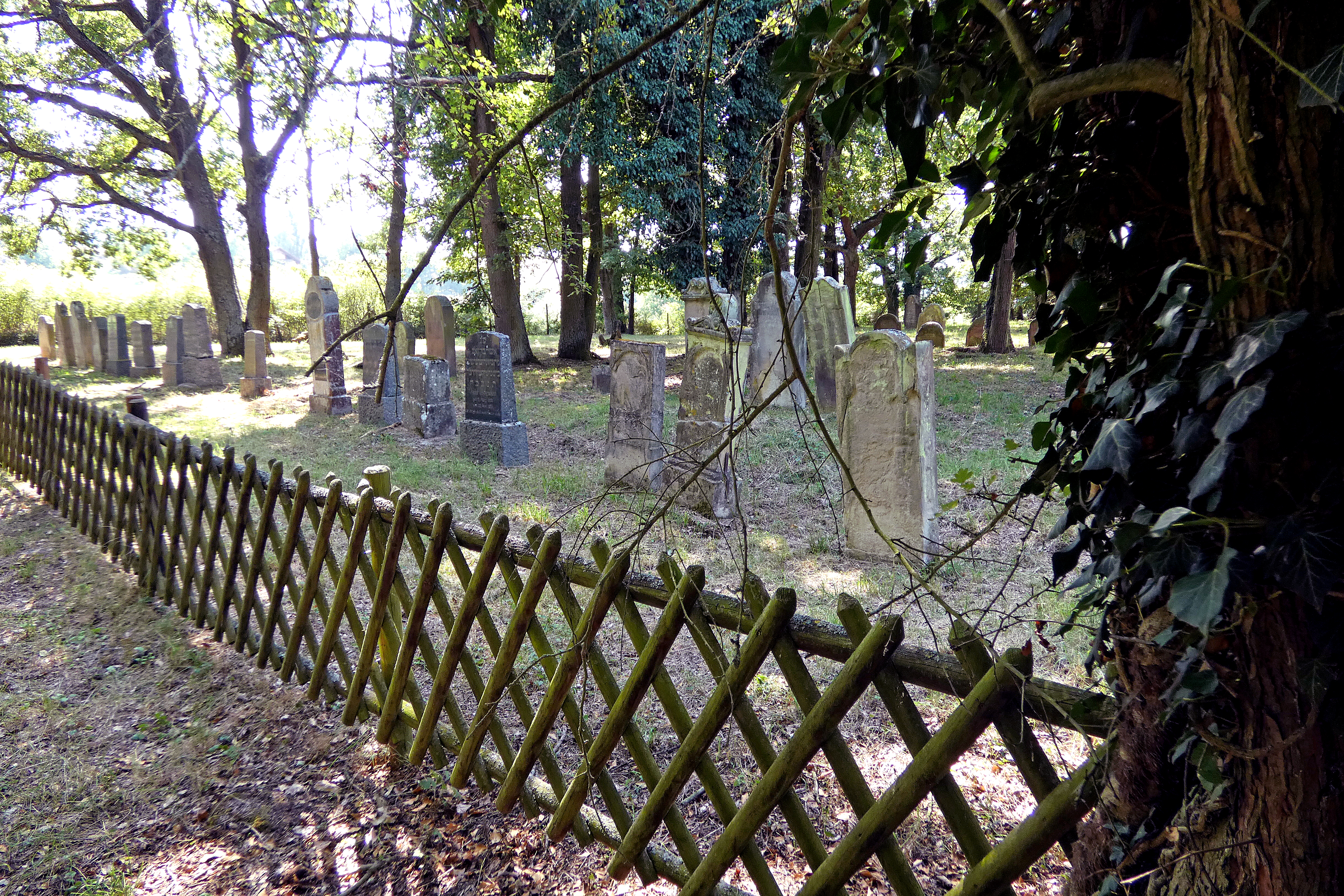